# Le Roi des montagnes
 (septembre 2022).
Si vous disposez d'ouvrages ou d'articles de référence ou si vous connaissez des sites web de qualité traitant du thème abordé ici, merci de compléter l'article en donnant les références utiles à sa vérifiabilité et en les liant à la section « Notes et références ».
Le Roi des montagnes est un roman d'Edmond About publié en 1857. 

## Résumé
Un jeune botaniste tout juste sorti de l'Université est envoyé en Grèce par le Muséum de Paris pour y étudier la flore. À la recherche de plantes rares, il rencontre deux Anglaises, une mère et sa fille, sur le chemin qui le mène au Parnès. Tous les trois se font enlever par une bande de brigands menée par Hadgi-Stavros, « le roi des montagnes », réputé pour sa cruauté. Devant le refus de la vieille lady anglaise de payer la rançon, le botaniste, épris de sa fille, tentera à plusieurs reprises de s'échapper.

## Adaptation cinématographique
Le roman fait l'objet d'une adaptation cinématographique en 1964, Le Roi des montagnes (ou Voleur de femmes) de Willy Rozier avec Jean Lefebvre.